# パンジャタワー
パンジャタワー（欧字名:Panja Tower、2022年2月21日 - ）は、日本の競走馬。主な勝ち鞍に2025年のNHKマイルカップ、2024年の京王杯2歳ステークス。
馬名の意味は、冠名+父名の一部。

## 経歴

### デビュー前
2022年2月21日、チャンピオンズファームで生まれる。母クラークスデールは未出走馬であり、2019年のノーザンファーム繁殖牝馬セールにおいて税抜150万円で落札された。生産者であるチャンピオンズファームの中村明人代表はデビューまでのパンジャタワーについて「生まれたときはそれほど目立つ子じゃなかったですが、チャンピオンヒルズの坂路ですごく動いていたので、〝めちゃめちゃ走る〟と周囲に言われるほどでした。」と語っている。

### 2歳（2024年）
9月8日の中京競馬場で行われた新馬戦で勝利し、次戦として11月2日の京王杯2歳ステークスに出走。道中は中団を進み、直線に向いてから大外に持ち出すと最速の上がりを見せて優勝。タワーオブロンドン産駒のJRA重賞初勝利となった。

## 競走成績
以下の内容は、JBISサーチおよびnetkeiba.comの情報に基づく。
| 競走日     | 競馬場 | 競走名      | 格   | 距離（馬場）  | 頭 数 | 枠 番 | 馬 番 | オッズ （人気） | 着順 | タイム （上り3F） | 着差 | 騎手      | 斤量 [kg] | 1着馬（2着馬）       | 馬体重 [kg] |
| ---------- | ------ | ----------- | ---- | ------------- | ----- | ----- | ----- | --------------- | ---- | ----------------- | ---- | --------- | --------- | -------------------- | ----------- |
| 2024.09.08 | 中京   | 2歳新馬     |      | 芝1200m（良） | 7     | 3     | 3     | 001.60（1人）   | 01着 | R1:09.7（34.2）   | -0.1 | 0松山弘平 | 55        | （タガノアンファン） | 468         |
| 0000.11.02 | 東京   | 京王杯2歳S  | GII  | 芝1400m（稍） | 14    | 5     | 7     | 021.00（8人）   | 01着 | R1:21.2（33.8）   | -0.1 | 0松山弘平 | 56        | （マイネルチケット） | 480         |
| 0000.12.15 | 京都   | 朝日杯FS    | GI   | 芝1600m（良） | 16    | 6     | 12    | 009.00（4人）   | 12着 | R1:35.8（35.0）   | -1.7 | 0松山弘平 | 56        | アドマイヤズーム     | 486         |
| 2025.03.22 | 中京   | ファルコンS | GIII | 芝1400m（良） | 18    | 2     | 4     | 004.50（1人）   | 04着 | R1:21.1（34.6）   | -0.1 | 0藤岡佑介 | 57        | ヤンキーバローズ     | 484         |
| 0000.05.11 | 東京   | NHKマイルC  | GI   | 芝1600m（良） | 18    | 6     | 11    | 026.10（9人）   | 01着 | R1:31.7（34.2）   | -0.0 | 0松山弘平 | 57        | （マジックサンズ）   | 480         |

- 競走成績は2025年5月11日現在

## 血統表
| パンジャタワーの血統            | パンジャタワーの血統                           | パンジャタワーの血統                           | （血統表の出典）                               | （血統表の出典）    |
| 父系                            | ゴーンウェスト系/ミスタープロスペクター系      | ゴーンウェスト系/ミスタープロスペクター系      | ゴーンウェスト系/ミスタープロスペクター系      | [ § 2 ]             |
| 父 タワーオブロンドン 2015 鹿毛 | 父の父Raven's Pass 2005 栗毛                   | Elusive Quality                                | Gone West                                      | Gone West           |
| 父 タワーオブロンドン 2015 鹿毛 | 父の父Raven's Pass 2005 栗毛                   | Elusive Quality                                | Touch of Greatness                             |                     |
| 父 タワーオブロンドン 2015 鹿毛 | 父の父Raven's Pass 2005 栗毛                   | Ascutney                                       | Lord At War                                    | Lord At War         |
| 父 タワーオブロンドン 2015 鹿毛 | 父の父Raven's Pass 2005 栗毛                   | Ascutney                                       | Right Word                                     |                     |
| 父 タワーオブロンドン 2015 鹿毛 | 父の母*スノーパイン 2010 芦毛                  | Dalakhani                                      | Darshaan                                       | Darshaan            |
| 父 タワーオブロンドン 2015 鹿毛 | 父の母*スノーパイン 2010 芦毛                  | Dalakhani                                      | Daltawa                                        |                     |
| 父 タワーオブロンドン 2015 鹿毛 | 父の母*スノーパイン 2010 芦毛                  | *シンコウエルメス                              | Sadler's Wells                                 | Sadler's Wells      |
| 父 タワーオブロンドン 2015 鹿毛 | 父の母*スノーパイン 2010 芦毛                  | *シンコウエルメス                              | Doff the Derby                                 |                     |
| 母 クラークスデール 2016 黒鹿毛 | 母の父ヴィクトワールピサ 2007 黒鹿毛           | ネオユニヴァース                               | *サンデーサイレンス                            | *サンデーサイレンス |
| 母 クラークスデール 2016 黒鹿毛 | 母の父ヴィクトワールピサ 2007 黒鹿毛           | ネオユニヴァース                               | *ポインテッドパス                              |                     |
| 母 クラークスデール 2016 黒鹿毛 | 母の父ヴィクトワールピサ 2007 黒鹿毛           | *ホワイトウォーターアフェア                    | Machiavellian                                  | Machiavellian       |
| 母 クラークスデール 2016 黒鹿毛 | 母の父ヴィクトワールピサ 2007 黒鹿毛           | *ホワイトウォーターアフェア                    | Much Too Risky                                 |                     |
| 母 クラークスデール 2016 黒鹿毛 | 母の母アコースティクス 2001 鹿毛               | Cape Cross                                     | Green Desert                                   | Green Desert        |
| 母 クラークスデール 2016 黒鹿毛 | 母の母アコースティクス 2001 鹿毛               | Cape Cross                                     | Park Appeal                                    |                     |
| 母 クラークスデール 2016 黒鹿毛 | 母の母アコースティクス 2001 鹿毛               | *ソニンク                                      | Machiavellian                                  | Machiavellian       |
| 母 クラークスデール 2016 黒鹿毛 | 母の母アコースティクス 2001 鹿毛               | *ソニンク                                      | Sonic Lady                                     |                     |
| 母系(F-No.)                     | (FN:B3)                                        | (FN:B3)                                        | (FN:B3)                                        | [ § 3 ]             |
| 5代内の近親交配                 | Machiavellian：M4×M4、Mr. Prospector：S5×M5×M5 | Machiavellian：M4×M4、Mr. Prospector：S5×M5×M5 | Machiavellian：M4×M4、Mr. Prospector：S5×M5×M5 | [ § 4 ]             |
| 出典                            | 1. 2. 3. 4.                                    | 1. 2. 3. 4.                                    | 1. 2. 3. 4.                                    | 1. 2. 3. 4.         |

- 伯父に2009年東京優駿勝ち馬のロジユニヴァース。
- 4代母Sonic Ladyは1986年アイリッシュ1000ギニーなどGI3勝。